# Kurt Krenn
Kurt Krenn (28 de junio de 1936 - 25 de enero de 2014) fue un prelado católico ultraconservador y obispo de Sankt Pölten (en español, San Hipólito), Austria, diócesis sufragánea de la archidiócesis de Viena, de 1991 a 2004. Se le acusa de haber dividido a la iglesia católica en Austria.

## Biografía
Fue segundo de seis hijos de Karl y Leopoldine Krenn, su padre murió como soldado el 6 de agosto de 1944 luchando en la Segunda Guerra Mundial. Después de graduarse del Realgymnasium en Schlierbach (Austria), ingresó al seminario de Linz en 1954. De 1955 a 1965 estudió filosofía y teología en la Pontificia Universidad Gregoriana, y derecho canónico en la Pontificia Universidad Lateranense, ambas en Roma. Fue ordenado sacerdote el 7 de octubre de 1962 en la iglesia de San Ignacio, en Roma.
El 3 de marzo de 1987, el papa Juan Pablo II lo nombró obispo auxiliar de la arquidiócesis de Viena y obispo titular de Aulon. La elección fue controvertida, dando pie a diversas manifestaciones en la capital austriaca. Varios manifestantes se acostaron frente a la Catedral de San Esteban de Viena obstruyendo la entrada para evitar que el acto de toma de posesión del cargo se llevara a cabo. El 11 de julio de 1991, el papa Juan Pablo II lo nombró obispo de Sankt Pölten, teniendo lugar la investidura el 15 de septiembre del mismo año.

## Controversias
Como obispo auxiliar, Krenn expresó su apoyo al culto antisemita que rodea la leyenda del niño Anderl von Rinn, quien supuestamente había sido asesinado por judíos, un culto que fue prohibido por varios obispos alemanes. También argumentó en contra de la entrada de Turquía en la Unión Europea, advirtiendo contra la "islamización de Europa" y llamando al islam "un tipo de religión muy agresiva, que no alcanzaría fácilmente una unidad política con la fe cristiana." Era conocido por sus puntos de vista euroescépticos.
El 29 de septiembre de 2004 el papa Juan Pablo II le pidió su renuncia, misma que presentó y que se hizo efectiva el 7 de octubre de 2004, fecha en que celebró 32 años de su ordenación sacerdotal. Dicho acto fue el resultado de su intento de minimizar el escándalo del seminario de su diócesis después que se descubriera en las computadoras del mismo material pornográfico, incluida pornografía infantil, descargado por uno de los seminaristas.
Después de su renuncia, vivió retirado de la vida pública con problemas de salud. Murió el 25 de enero de 2014 tras una larga enfermedad en el convento de las Siervas de la Inmaculada, en Gerersdorf, donde había sido atendido en sus últimos años de vida. Fue enterrado en la cripta obispal de la Catedral de la Asunción de María (Sankt Pölten).